# Gouvernement Casati
Royaume de Sardaigne
Balbo Alfieri
Le gouvernement Casati (Governo Casati, en italien) est le gouvernement du royaume de Sardaigne entre le 27 juillet 1848 et le 15 août 1848, durant la Ire législature du royaume de Sardaigne.

## Historique

### Président du conseil des ministres
Gabrio Casati

### Listes des ministres
- Ministre de l'Intérieur : Giacomo Plezza
- Ministre de la Guerre : Giacinto di Collegno
- Ministre des Affaires étrangères : Lorenzo Pareto
- Ministre des Travaux publics : Pietro Paleocapa
- Ministre de l'Instruction publique : 
  - Urbano Rattazzi (jusqu'au 4 août 1848)
  - Vincenzo Gioberti (à partir du 4 août 1848)
- Ministre des Finances : Vincenzo Ricci
- Ministre des Grâces, de la Justice et des Affaires ecclésiastiques : Pietro Gioja
- Ministre de l'Agriculture et du Commerce : Giuseppe Durini
- Ministres sans portefeuille :
  - Vincenzo Gioberti
  - Guglielmo Moffa di Lisio Gribaldi